# Betasyrphus
Betasyrphus là một chi ruồi trong họ Syrphidae.